# Karl XII:s vistelse i Bender

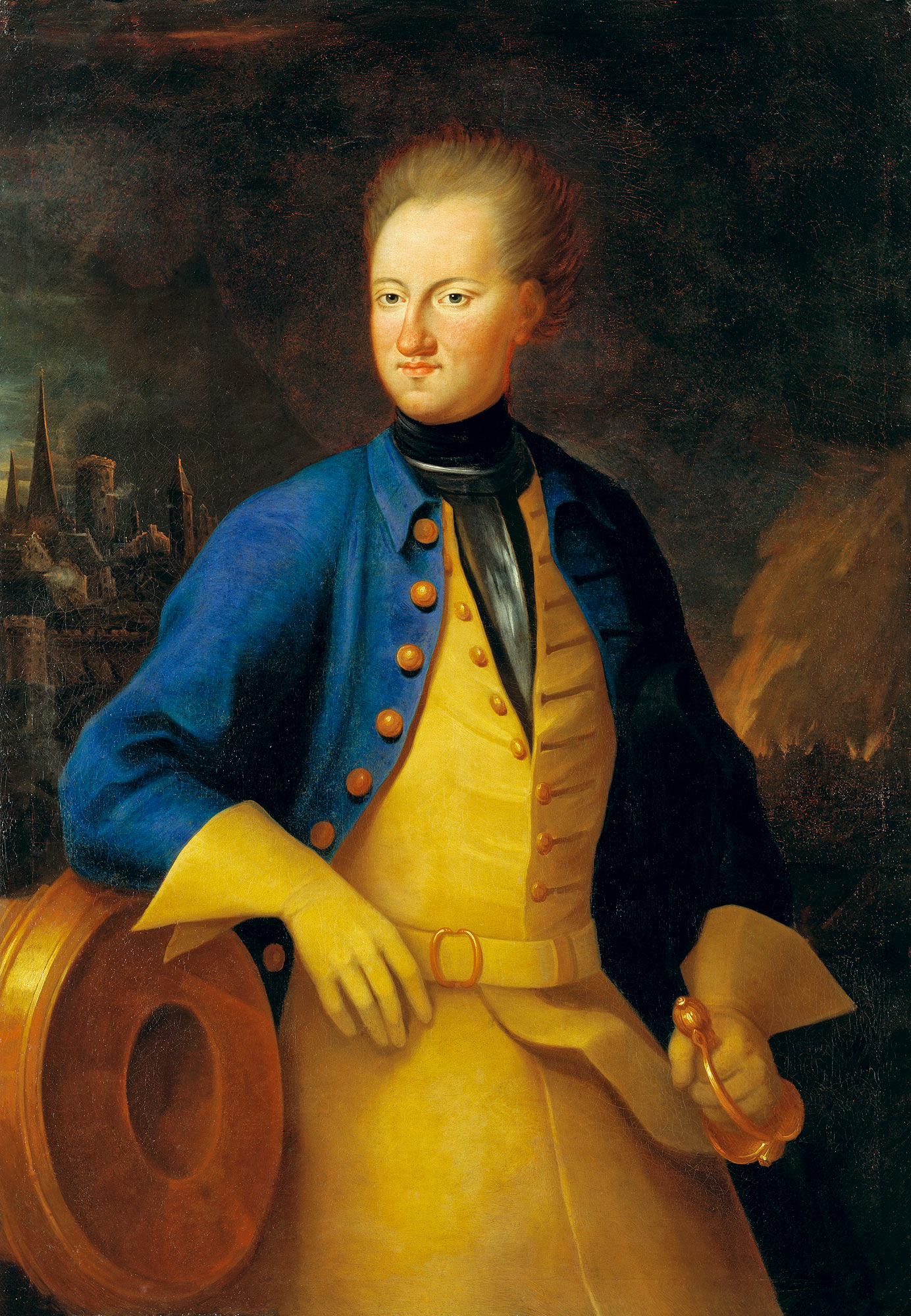
Karl XII i Bender. Målning av Axel Sparre (1715).

Karl XII:s vistelse i Bender avser perioden 1709 och 1713, då Sveriges kung Karl XII vistades utanför staden Bender, idag i utbrytarstaten Transnistrien i Moldavien, under det stora nordiska kriget (1700–1721). Karl XII sökte asyl i Osmanska riket efter hans stora nederlag mot Ryssland i slaget vid Poltava och den efterföljande kapitulationen vid Perevolotjna under sommaren 1709. Han placerades först utanför Bender, där han trotsade turkiska önskemål om att återvända till Sverige. Under sin vistelse styrde han Sverige på avstånd från svensklägret Karlopolis, en improviserad stad nära Bender. Administrationen blev ineffektiv och kungens ekonomi försvagades kraftigt. Karl XII lånade stora summor från turkiska och europeiska kreditorer och förlorade sin kreditvärdighet.
Kungen försökte övertala Osmanska riket att gå i krig mot Ryssland. Efter intensiva diplomatiska påtryckningar förklarade den osmanske sultanen Ahmed III krig 1710, men Karl XII nekades befäl över de turkiska styrkorna. Trots en inledande turkisk framgång mot Ryssland vid Prutfloden, ledde fredsförhandlingar till att Sveriges intressen marginaliserades. 1713 inträffade "kalabaliken i Bender", där Karl XII tillfångatogs efter en våldsam strid med turkiska och tatariska styrkor. Händelsen väckte uppmärksamhet i Europa och gav kungen det turkiska smeknamnet Demirbaş ("Järnhuvudet"). Efter fyra års vistelse utanför Bender och ytterligare ett år vid städerna Demotika och Adrianopel, tvingades Karl XII lämna Osmanska riket. Han reste förklädd som "kapten Peter Frisck" genom Europa till Stralsund 1714. Resan, som tog fjorton dagar, symboliserade hans vilja att återvända till kriget. Karl XII:s långa frånvaro försvagade Sverige, men hans dramatiska återkomst hyllades i hemlandet.

## Bakgrund

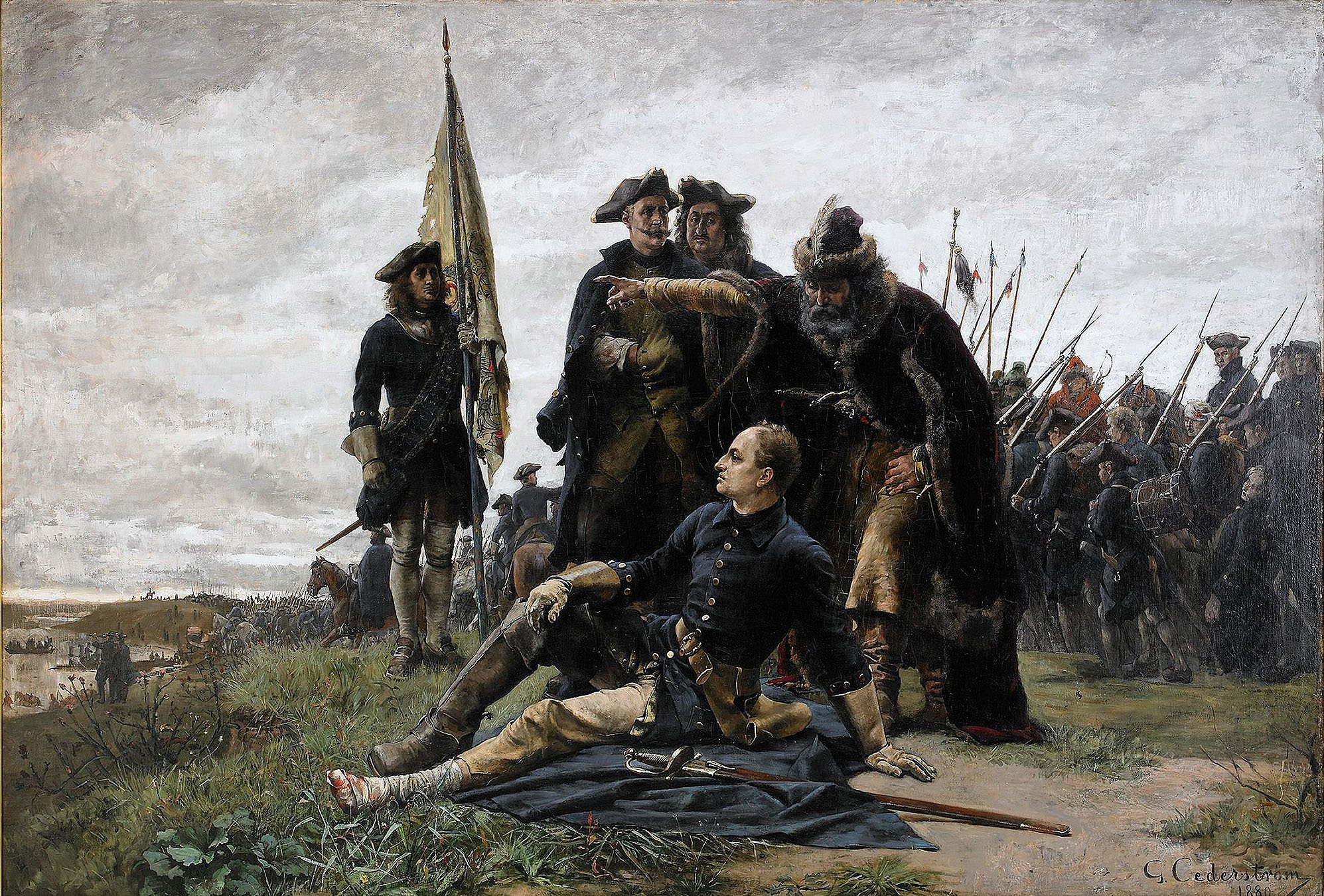
Ivan Mazepa uppmanar Karl XII att sätta sig i säkerhet på andra sidan av Dnepr. Målningen från 1880-talet föreställer målaren Gustaf Cederströms nationalromantiska tolkning av det historiska förloppet.

Det stora nordiska kriget, som startade 1700, var ett samordnat anfall mot Sverige av Ryssland, Polen-Sachsen och Danmark, som alla hade hopp om att återvinna tidigare förlorade territorier.Kriget inleddes med Polens kung August II:s belägring av Riga och Danmarks anfall på Sveriges allierade Holstein-Gottorp. I september 1700 inledde Ryssland också ett anfall mot Sverige genom att belägra Narva i Estland. Sveriges kung Karl XII lyckades dock inledningsvis avvärja dessa hot. Efter en snabb seger i Danmark genom freden i Traventhal vände Karl XII sin armé mot Ryssland och besegrade dem i slaget vid Narva i november 1700. Efter att ha säkrat fronten mot Ryssland riktade Karl XII sina styrkor mot Polen-Sachsen för att avsätta August II. Efter flera fältslag och segrar, bland annat vid Kliszów, Pułtusk och Fraustadt, installerade Karl XII sin allierade Stanisław Leszczyński som polsk kung och slöt fred med August II vid Altranstädt 1706. Under tiden hade Rysslands tsar Peter I återhämtat sig och påbörjat en serie fälttåg i Baltikum, där han 1703 grundade Sankt Petersburg efter att ha erövrat Nyenskans vid floden Neva.
När Karl XII slutligen återvände till Ryssland 1707 marscherade han med 33 000 soldater för att invadera Ryssland, med målet att erövra Moskva. Peter I tillämpade dock brända jordens taktik för att försvåra svenskarnas framryckning, och Karl XII tvingades till att ändra sin rutt mot söder för att genom en allians med zaporizjakosackernas hetman Ivan Mazepa kunna slå vinterkvarter i Lillryssland. Där mötte han tsarens brutala motstånd genom förintelsen av staden Baturin, vilket försvårade försörjningen av hans armé. I maj 1709 inledde Karl XII en belägring av Poltava, men drabbades kort därefter av en allvarlig skottskada i sin vänstra fotblad. Trots detta beslutade han sig för ett avgörande anfall mot Peter I:s läger den 28 juni. Slaget vid Poltava blev ett förödande nederlag för Karl XII och hans armé. Kungen flydde med resterna av sina trupper söderut mot floden Dnepr, som han passerade med ett följe som bestod av 1 500 svenskar och 1 500 av Mazepas kosacker. General Adam Ludwig Lewenhaupt stannade kvar och förde befälet över resten av armén, men han valde att kapitulera inför den ryska armén vid byn Perevolotjna den 1 juli 1709, vilket ledde till att 16 000 svenska soldater hamnade i rysk fångenskap. Karl XII:s nederlag vid Poltava markerade en vändpunkt som möjliggjorde för Ryssland att dominera norra Europa, och Sverige kom aldrig att återhämta sig.

## Vistelsen vid Bender

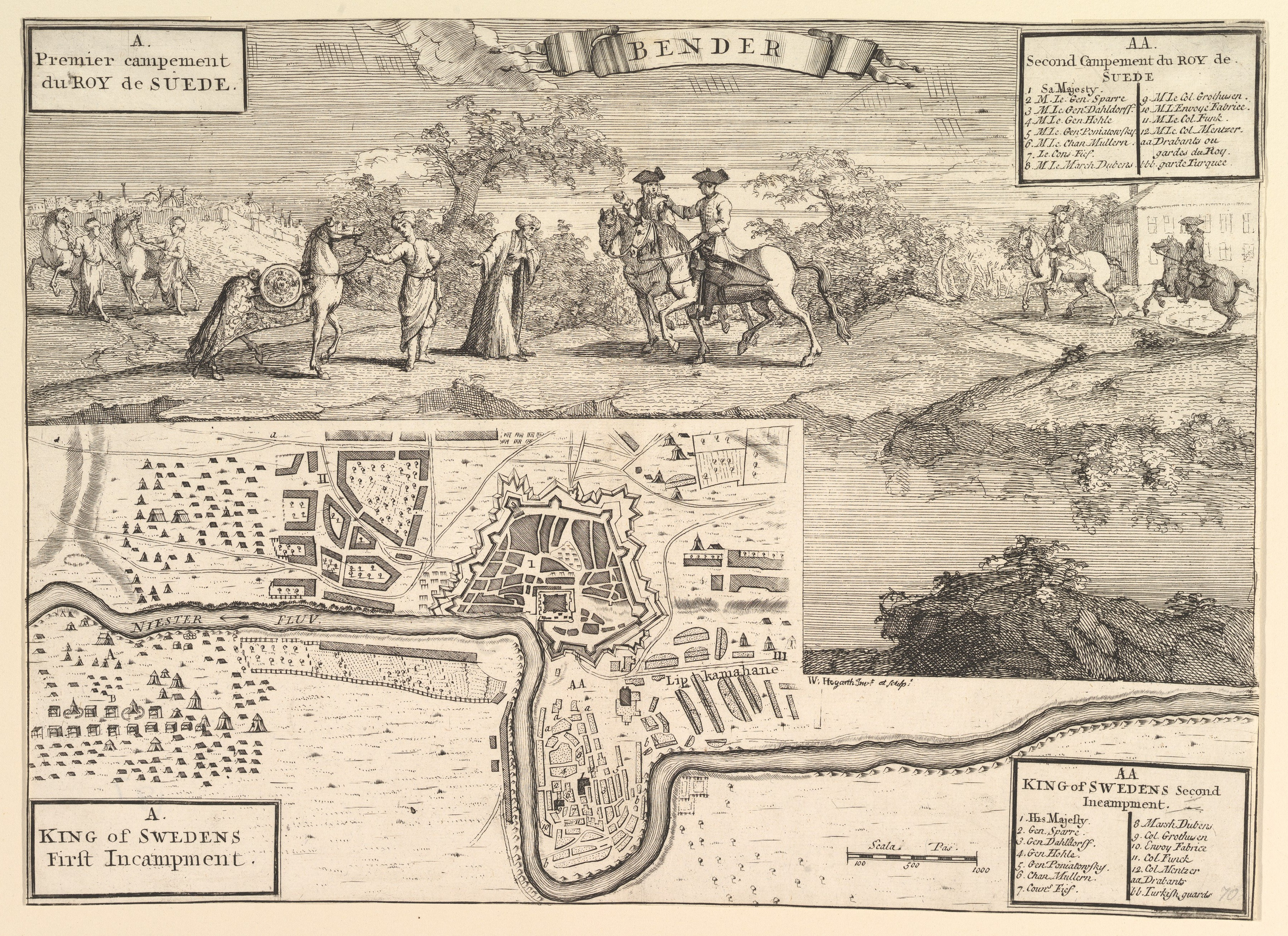
Karl XII:s läger utanför Bender. Gravyr (1724) av William Hogarth från Aubry de La Motrayes reseberättelse.

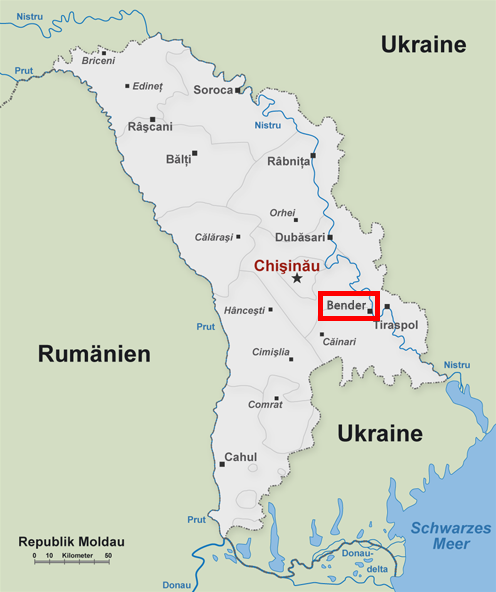
Benders läge i dagens Moldavien.

Kort efter övergången av Dnepr den 1 juli anlände kungens skara till floden Bug den 5 juli, som kungen och flera andra passerade innan en rysk styrka anlände och övermannade omkring 600 svenskar och kosacker som blev kvar. Svenskarna trädde in i turkiskt (osmanskt) territorium och Karl XII mottogs med stora hedersbetygelser i Otjakov. Den 2 juli möttes Karl XII av sultan Ahmed III:s utsände seraskern Jussuf pasha som godkände kungens asylansökan till turkiskt territorium, men anvisade honom att slå sig ner i den lilla staden Bender (i dagens Transnistrien). Detta eftersom sultanen inte ville provocera den ryske tsaren genom att låta Karl XII och Mazepa använda Otjakov som högkvarter för nya åtgärder mot Ryssland. Kungen såg sig tvungen att acceptera detta beslut, varefter han och hans följe anlände till Benders utkanter den 22 juli. Trots inbjudan från Jussuf pasha vägrade Karl XII att inträda i Bender och kamperade i stället på den östra stranden av floden Dnestr. Där genomgick kungen den 26 juli en lyckad fotoperation, men det skulle dröja omkring två månader tills han åter kunde gå och sitta till häst. Veckorna efter ankomsten till Bender dog den ålderstigne Mazepa den 22 september och efterträddes av Filip Orlik, varefter Karl XII erhöll ett stort lån från den gamle hetmanens efterlämnade förmögenhet.
Mellan 1710 och 1713 finansierade Karl XII tre expeditioner till Främre Orienten med de bibliska länderna som resmål, vars syften var att insamla etnografiska upplysningar och kulturhistoriskt intressant material, liksom att studera Osmanska rikets kyrkliga och politiska förhållanden samt att sondera terrängen för ett svenskt handelsavtal med turkarna. Karl XII ägnade mycket tid åt de svenska resenärerna vid deras återkomster till hans läger. Från dessa fick kungen hundratals ritningar med orientenmotiv liksom turkiska varor och exotiska djur. År 1710 avgick från Bender kaptenerna Cornelius Loos och Konrad Sparre samt löjtnant Hans Gyllenskepp till Egypten, Palestina och Syrien. Från sina forskningsfärder, som varade cirka ett och ett halvt år, hemförde resenärerna ett stort antal teckningar av orter och byggnader, varav en del kom att förvaras i Uppsala universitetsbibliotek, en del i Nationalmuseum. I augusti 1711 företog kungens hovkonsistorienotarie, legationspredikanten magister Michael Eneman, en annan forskningsfärd till Babylon. Så långt som till Babylon kom Eneman dock inte utan måste vända i Damaskus. Inspirerad av den islamska arkitekturen, exempelvis på Sofiamoskén i den turkiska huvudstaden Konstantinopel, brevväxlade Karl XII med Nicodemus Tessin om slottsbygget i Stockholm där han eftersträvade att skapa en sluten residensanläggning av hela det stora slottsområdet.
Från sultanen och olika turkiska dignitärer fick Karl XII ofta storartade gåvor, och för att ta hänsyn till de turkiska sedvänjorna visade han trots sina begränsade ekonomiska resurser sin egen tacksamhet genom frikostiga presenter och mutor. Då Karl XII vid Perevolotjna förlorade stora delar av krigskassan var hans ekonomiska läge så pass pressat att några större hänsyn inte kunde tas. Från sultanen tilldelades Karl XII två lån på 400 000 respektive 500 000 riksdaler, liksom dagliga livsmedel och andra varor till ett värde av 500 riksdaler. Men då kungen inte fick pengarna att räcka till fick han ta ut dryga lån från såväl västeuropeiska handelshus som privatpersoner i det Osmanska riket. Kungens kreditvärdighet blev stadigt sämre ju längre hans vistelse i Turkiet varade, och år 1714 var den så dålig att pengar endast kunde anskaffas mot ockerräntor, vilket försämrade hans underhållningsproblem. Sammanlagt drog Karl XII på sig omkring 2,5 miljoner riksdaler i skulder under hela sin vistelse, vilket motsvarade hälften av Sveriges årliga statsinkomster. Nästan en halv miljon av dessa skulder var till privatpersoner.

## Karlopolis

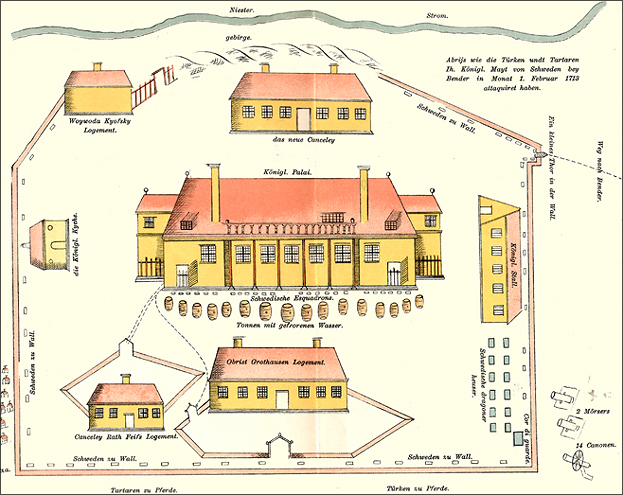
Ritning över Karlopolis med Kungshuset i mitten. Ur August Quennerstedts Kalabaliken i Bender (1910).

Under åren styrde Karl XII sitt rike på avstånd från Osmanska riket, framför allt från byn Varnița norr om fästningen i Bender, dit kungen flyttat med sitt följe år 1711 då deras tidigare läger nära floden Dnestr hade drabbats av översvämningar. Med tiden utvecklades kungens förläggning vid Varnița till en svensk stad under namnet Karlopolis. Den svenska statsförvaltningen blev mycket ineffektiv under denna tid, eftersom en resa för en kurir genom Europa kunde ta mellan tre och tolv månader. Statssekreteraren Casten Feif kom att bli Karl XII:s språkrör och närmaste rådgivare inom inrikes- och statsfinansiella frågor, medan hovkanslern Gustaf Henrik von Müllern skulle ansvara för utrikesexpeditionen.
I Karlopolis lät Karl XII efter sin egen ritning uppföra ett stenhus, "hundra steg långt och femtio steg brett", med salar och tolv kamrar för sig och sin uppvaktning. Det var "uppmurat med tjocka, starka murar och uti alla rummen med ekebräder väl panelat och väl arbetade höga ekedörrar med sköna mässings- och järnlås, desslikes uti alla rummen med allehanda tjocka, schatterade turkiska tyger alla väggar beklädda samt meublerade. Uppå taket var en väl svarvader, med pelare schatterad altan, varuppå till alla predikningar tre gånger och till alla morgon- och aftonböner en gång av tolv trumpetare och en pukare samt till alla Hans Maj:ts måltider trumpetades och utblåstes." Vidare uppfördes "ett ansenligt stenhus" för Kungl. Maj:ts kansli, "ett stort ansenligt kök", konungens silverkammare, skafferi och källare samt två stora stall med hundratals hästar. För sina 400 dragoner lät Karl "uppmura kojor, två och två i var koja". Så "var detta Hans Maj:ts läger med dess hus, kojor, gator och gränder till anseende som en liten väl ordinerad stad". Officerarna bodde flera tillsammans i olika hus.
Sultanen hade förordnat sex kompanier av elitsoldater, janitsjarer, som också vistades i området. Svenskarna och janitsjarerna drog inte alltid jämnt. Svenskarna utsattes även för homosexuellt motiverade attacker av de turkiska soldaterna, ibland dödliga sådana. Bland annat berättar Sven Agrell om hur "den 31 augusti 1709 en trummeslagare av Kalmare regemente blev med en kniv ihjälstucken av en turk, därför att han hindrade honom, då han med gevalt ville tvinga major Leijonhielms dräng till sodomitisk otukt, vilken fördömeliga synd hos turkarne är mycket gemen; och hava många av våra för sådane frestelser utstått största livsfara. Den 30 september fanns konungens kockepojke om morgonen döder utmed strömmen, därest turkarne med gevalt brukat sin fördömeliga synd med honom, till dess han så ymkeligen omkommit; men ogärningsmännerna kunde man ej få igen."

## Turkisk diplomati

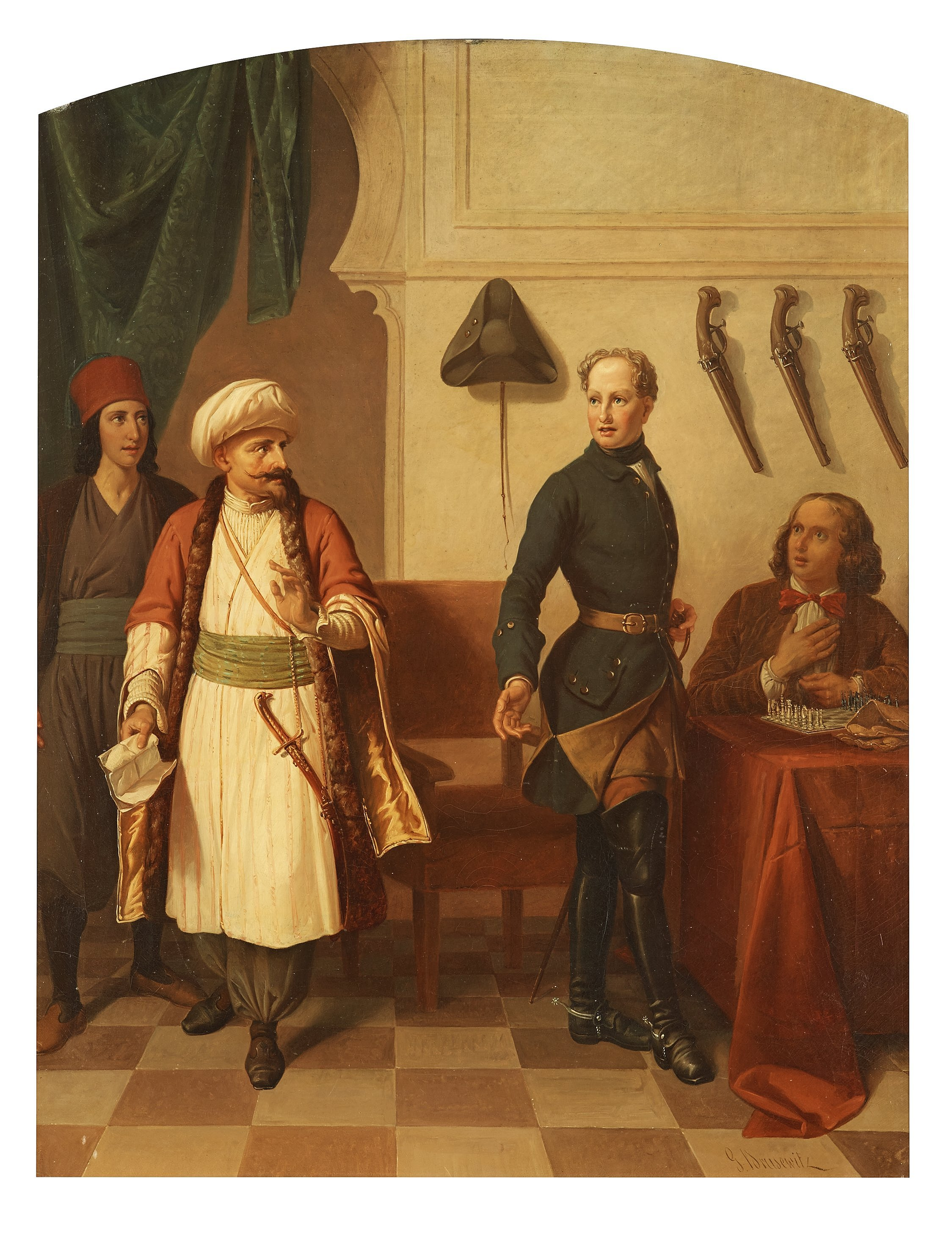
Kung Karl XII i Bender av Gustaf Brusewitz.

Den huvudsakliga anledningen för Karl XII:s långa vistelse i Osmanska riket var att kungen hoppades förmå turkarna att öppna en andra front mot Ryssland i Sydeuropa, vilket skulle lätta på det militära trycket mot Sverige. Karl XII:s plan inbegrep ett gemensamt svenskt-turkiskt-tatariskt anfall som skulle besegra Peter I och åter tvinga August II att abdikera från sin polska tron. För att genomföra sin plan beordrade han rådet i Stockholm att rusta upp och ombesörja transporten av en svensk armé till svenska Pommern, som därifrån skulle marschera in i Polen och anfalla de ryska trupperna där, medan kungen själv skulle anfalla söderifrån i spetsen för den turkisk-tatariska armén. För den senare uppgiften ville han påverka Turkiets regering, höga porten, att starta krig mot Ryssland genom att skicka representanter till Konstantinopel för att sondera terrängen för en eventuell allians. Storvesiren Çorlulu Ali pasha utlovade Karl XII under sommaren 1709 en stor eskort som skulle föra honom till de svenska trupperna i Polen. Kungen hoppades inledningsvis på att disponera över en eskort på minst 50 000 man, men i verkligheten erbjöds han endast 500 turkiska soldater. Storvesiren ville endast locka Karl XII till att stanna kvar i Turkiet för att använda dennes närvaro som påtryckningsmedel mot Ryssland, med vilken Turkiet i mars 1710 förlängde den 30-åriga fredstraktaten av år 1700. Karl XII protesterade mot detta beslut och tog hjälp av sitt ombud i Konstantinopel, greve Stanisław Poniatowski, med att få Çorlulu avsatt. Çorlulus passiva utrikespolitik och intriger inom den turkiska ledningen ledde till att han störtades i juni 1710.
Till följd av Çorlulus avsättning fick krigsivrarna inom den turkiska ledningen allt mer övertaget och kunde efteråt övertala sultan Ahmed III till att förklara krig mot Ryssland, vilket skedde den 20 november 1710. Under våren 1711 samlade Peter I en rysk-moldovisk armé på 48 000 man, som under våren 1711 korsade den turkiska gränsen. Karl XII erbjöds att delta i en turkisk-tatarisk motoffensiv, men han avböjde då han inte fick ta befäl över en större truppstyrka. Under sommaren 1711 ledde storvesiren Baltacı Mehmet pasha en turkisk-tatarisk armé på 100 000 man mot Peter I, som den 9 juli 1711 omringade tsarens trupper vid floden Prut. Då situationen för tsaren var ohållbar inledde han förhandlingar med det turkiska lägret och lyckades utverka två dagars vapenstillestånd. Så fort Karl XII den 12 juli fick bud om detta från greve Poniatowski, satte sig kungen snabbt på sin häst och red mot Prut i hopp om att kunna påverka förhandlingarna i positiv riktning för Sverige. Men när kungen anlände dit hade de båda fienderna redan slutit fred med varandra den 11 juli. Tsaren beviljades fritt avtåg till Ryssland mot löfte om vissa eftergifter, där den enda punkten som berörde Sverige var att tsaren lovade att inte hindra Karl XII:s hemfärd. Karl XII:s och storvesirens meningsskiljaktigheter kom till uttryck i ett senare möte med varandra, där de argumenterade kring de för Karl XII ogynnsamma fredsvillkoren och om turkarnas missnöje över att kungen ännu inte uppfyllt sitt löfte om ett svenskt anfall mot Polen via Pommern. Förbittrad återvände Karl XII till sitt läger vid Bender och för sin hemresa krävde han 80 000 turkiska och tatariska soldater vid sin sida. Då storvesiren endast kunde erbjuda 8 000 man till kungens förfogande, beslutade Karl XII att avvakta med sin hemresa.
Några månader efter fredsuppgörelsen hamnade turkarna åter i krigsstigen, då Peter I underlät att uppfylla sina villkor eftersom turkarna ännu inte skickat iväg Karl XII. För att få tsaren på andra tankar uppmanade Baltacı Mehmet upprepade gånger till Karl XII om att resa hem, och erbjöd honom en större eskort på 12 000 man. Kungen vägrade att resa och Baltacı Mehmet blev senare avsatt och ersattes den 10 november 1711 av militären Jussuf pasha. Därpå följde en ny krigsförklaring mot Ryssland från Ahmed III den 10 december, men detta ledde inte till några mer omfattande krigshandlingar eftersom tsaren kort senare beslutade sig för att uppfylla sin del av Prutfreden, som förnyades i Konstantinopel den 5 april 1712. Vid hösten 1712 tog Ahmed III själv över utrikespolitiken och ersatte storvesiren Jussuf pasha med Soliman pasha. De svenska diplomaterna ivrade sultanen att sätta press på Peter I, eftersom tsaren ännu inte infriat alla fredsvillkor. Den 31 oktober 1712 förklarade höga porten för tredje gången krig mot Ryssland och ett turkiskt anfall planerades till våren 1713. Karl XII såg här en ny chans att bekriga tsaren. Han desavouerade riksrådet i Stockholm och gav general Magnus Stenbock fullmakt att själv ansvara för överskeppningen och upprustningen av en svensk armé i Pommern. Stenbock genomförde detta uppdrag med bravur. I mitten av september 1712 kunde Stenbock landsätta en expeditionskår på 14 000 man på Rügen i Pommern, vilket hälsades med tillfredsställelse i Turkiet. Däremot hade Stenbock i stället för att marschera åt sydost tagit sina trupper västerut och ingått i förhandlingar om en vapenvila med August II. Underrättelsen om detta blev en stor besvikelse för både Karl XII och den turkiska ledningen. Ahmed III blev således övertygad om att Karl XII omedelbart skulle bortskickas till sitt hemland för att åter leda den svenska krigsmakten till väpnad strid.

## Kalabaliken

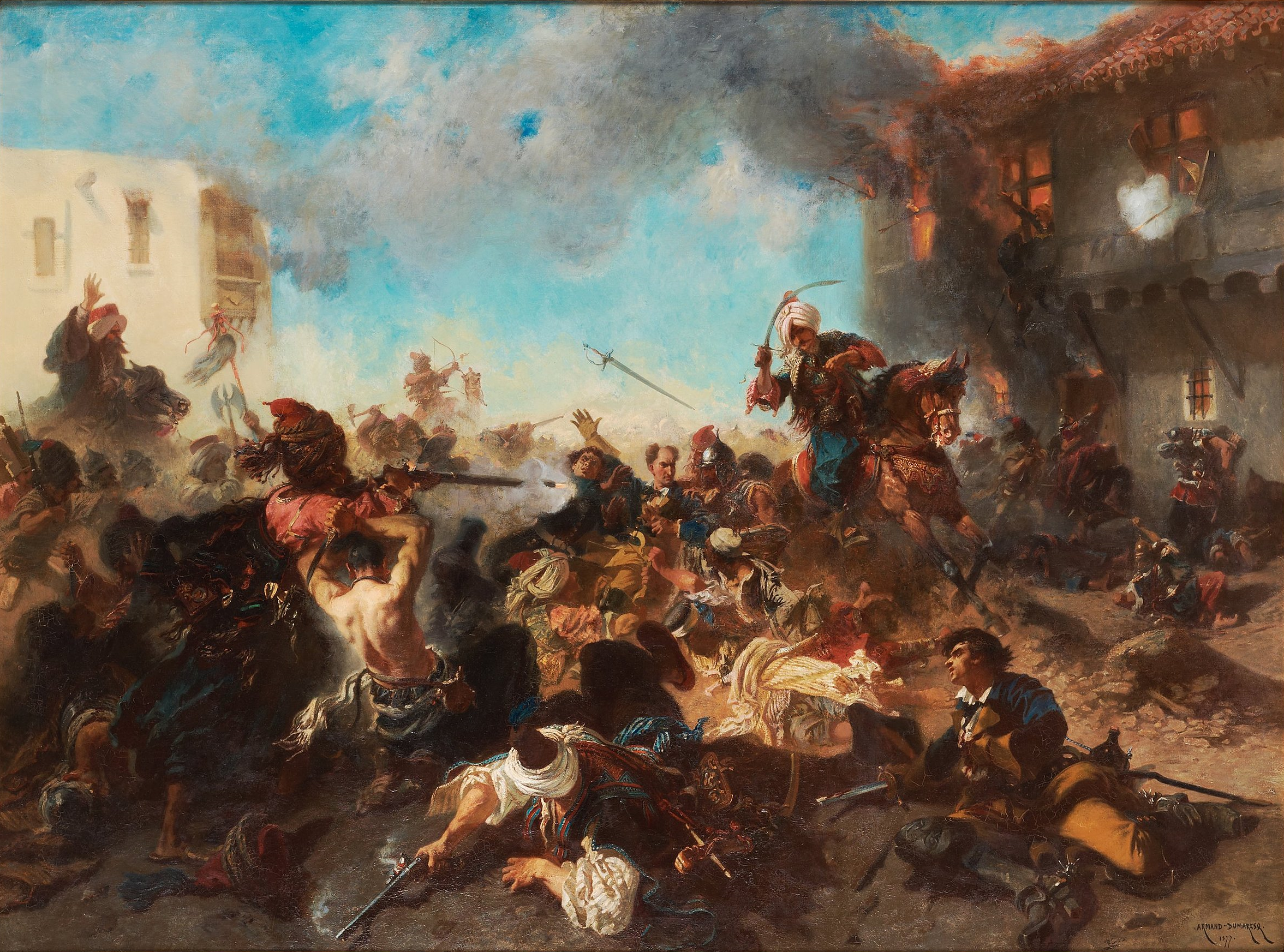
Kalabaliken i Bender (1877) av Charles Édouard Armand-Dumaresq.

Ahmed III gav order till seraskern i Bender att ta Karl XII till fånga, med förbehåll att kungen inte skulle dödas eller skadas även om han satte sig till motvärn. Sultanen skrev samtidigt ett brev till Karl XII om att en turkisk-tatarisk styrka på omkring 10 000 man skulle eskortera honom hem genom Polen, och tillade att ifall kungen skulle vägra att resa så skulle han tvingas med våld. Karl XII vägrade att acceptera sultanens anbud, då han befarade att den turkisk-tatariska eskorten skulle överlämna honom till fienden. Ahmed III beordrade då khanen av Krim och seraskern att bruka våld mot Karl XII ifall han inte gav sig av frivilligt. Vidare drog seraskiern i ett försök att svälta ut svenskarna in deras dagliga underhåll och placerade lokala janitsjarer runt Varnița för att förhindra att livsmedel kunde föras in i byn. Både janitsjarerna och kungens högre officerare gjorde misslyckade försök med att övertyga Karl XII att överlämna sig självmant. Kungen lät i stället befästa sitt läger och förbereda sina trupper till strid.
På lördagen den 31 januari 1713 samlade sig omkring 3 000 janitsjarer och 7 000 tatarer utanför Karlopolis. På morgonen den 1 februari skickades ett femtiotal janitsjarer för att meddela Karl XII om att deras anfall skulle avbrytas ifall kungen skulle överlämna sig åt dem i utbyte mot en gisslan, och att de lovade att föra honom direkt till sultanen. Karl XII vägrade och inför denna nervpress lät 500 svenskar sig tagas till fånga, medan kungen själv tillsammans med 45 svenska soldater och civila tjänstemän fick försvara sig i lägrets kungshus. Kungen och de svenska försvararna lyckades avvärja flera turkiska anfall. Livdrabanten Axel Erik Roos utmärkte sig särskilt under striden och ska enligt vittnen ha räddat Karl XII:s liv tre gånger under samma dag, bland annat genom att skydda kungen med sin egen kropp. Efter en mellan sju och åtta timmar hård strid blev kungshuset nedbränt och Karl XII och de överlevande försvararna blev övermannade och bortfördes som sultanens fångar till Bender. Händelsen fick efteråt benämningen "kalabaliken i Bender" och väckte starka reaktioner runtom i Europa. Efter incidenten gav osmanerna Karl XII smeknamnet Demirbaş ("Järnhuvudet").
Några dagar innan kalabaliken hade Ahmed III fått bud om general Stenbocks stora seger mot en dansk-sachsisk armé vid Gadebusch i Mecklenburg. Detta övertygade sultanen och hans visirer att den svenska armén i Pommern kunde åstadkomma något utan Karl XII. Sultanens nya order till seraskern i Bender hann dock inte fram i tid för att stoppa kalabaliken. Därför ville turkarna ställa allt till rätta genom att befria kungen och de svenska fångarna och tre månader efter kalabaliken för fjärde gången förklara Ryssland krig. Karl XII:s diplomater arbetade också hårt för att få bort de ansvariga för kalabaliken, och använde Ludvig XIV som påtryckningsmedel. Då sultanen fruktade för sin egen ställning tvingades han genomföra omfattande utrensningar, där storvesiren Soliman pasha, Krimkhanen Devlet Giray, seraskern i Bender Ismail pasha och åtskilliga andra ämbetsmän avskedades.
Några månader senare skedde en omsvängning i höga portens politik, där Karl XII och Sverige inte längre var av lika stor betydelse i sammanhanget. Anledningen till detta var de från 1713 pågående fredsförhandlingarna i Västeuropa, som genom fördragen i Utrecht och Rastatt avslutade spanska tronföljdskriget. Detta oroade sultanen eftersom han fruktade ett nytt krig med sin habsburgske arvfiende, vilket anbefallde honom att sluta en definitiv fred med Ryssland i Adrianopel den 5 juni 1713. Vidare hade Sveriges politiska ställning försämrats, dels på grund av kung Stanisławs flykt från Polen, dels av Stenbocks kapitulation vid Tönningen i maj 1713. Trots att Karl XII som sultanens fortsatta gäst behandlades väl och tilläts kvarstanna i Turkiet, hade nu kungen definitivt spelat ut sin roll för sultanens del.

## Hemfärd
På Ahmed III:s order eskorterades Karl XII från Bender den 6 februari mot hamnstaden Saloniki för eventuell transport till en grekisk ö. Men efter kungens protester styrdes färden i stället till den lilla staden Demotika, dit han anlände den 6 mars. Några veckor senare förflyttades han till slottet Timurtasch strax utanför Adrianopel. Från dagen efter kalabaliken var kungen under en längre tid helt sängliggande, vilket förvånade personerna i hans omgivning. Sentida forskare påstod att kungen vid denna tid led av utmattningssyndrom och depression, ett resultat av hans svåra bakslag de senaste åren. Den 3 november förflyttades Karl XII från Timurtasch tillbaka till Demotika, där han inrättade sig i en turkisk dignitärs palats. Vid juletid gick kungen för första gången på elva månader upp ur sin säng och gjorde en lång ridtur på förmiddagen. Under tiden blev riksrådet i Stockholm alltmer desperat över Karl XII:s frånvaro från landet, och de sammankallade ständerna till en riksdag den 14 december 1713, vilket var den första sedan kungens trontillträde 1697. Rådet beslöt att skicka överste Hans Henrik von Liewen till Demotika för att få Karl XII att återvända till Sverige. I sex sammanträden berättade Liewen ingående för kungen om landets svåra läge under hans frånvaro, vilket stärkte Karl XII:s övertygelse om att planera sin hemresa.
I ett brev till riksrådet daterat 27 april 1714 tillkännagav Karl XII att han inom kort planerade att resa till Stralsund. Förberedelser för resan gjordes över resten av våren och hela sommaren. Klockan tio på förmiddagen den 20 september 1714 lämnade Karl XII Demotika och eskorterades norrut till staden Pitești nära gränsen till Österrike. Två dagar senare anlände general Axel Sparre med svenskarna från Bender, inklusive de tyskar, polacker och kosacker som tjänade kungen. Bland kosackerna befann sig Filip Orlik, som följde med till Sverige och vistades där till 1720. För att försäkra sig om återbetalning och ränta för kungens alla lån hade 29 av de osmanska långivarna, inklusive 31 tjänare och familjemedlemmar, beslutat sig för att följa med Karl XII till Sverige. Kungen gav order till sina svenska hemresenärer att visa hövlighet och hjälpsamhet mot de osmaner som medföljde dem på hemresan samt att ingen fick "tala något till turkarnas nackdel, utan snarare visa sig förnöjda med den hövlighet, som de svenska av dem hela tiden åtnjutit, och intet tillägga hela nationen skulden för det, som av några få allenast kan vara begånget".
Inför hemresan förde Karl XII förhandlingar med den habsburgske kejsaren Karl VI där han krävde att få färdas genom det kejserliga territoriet inkognito. Då han hotade att i stället ta sjövägen ombord på ett franskt fartyg, gick kejsaren med på hans begäran. Men för att ha kontroll på det svenska resesällskapet anvisade kejsaren en färdväg för detta där protestantiska bygder och städer skulle undvikas, eftersom han fruktade ett fientligt uppror från den missnöjda protestantiska befolkningen ifall Karl XII skulle komma i kontakt med dem. Karl XII ville av olika själ undvika att bli igenkänd, dels att han ville undvika kejserliga protestanter för att inte äventyra sitt förhållande till den habsburgske kejsaren, dels att det fanns en risk att det skulle göras försök från rysk eller sachsisk sida att röva bort honom.
Resan skulle fortskrida med endast kortare raster samt att kungen skulle resa med två följeslagare, generaladjutant (senare överste) Gustaf Fredrik von Rosen och överstelöjtnant Otto Fredrik Düring. Den 25 oktober utfärdade Casten Feif pass där Karl XII skulle resa som "kapten Peter Frisck", medan von Rosen och Düring kallades "kapten Johan Palm" respektive "Erik von Ungern". Kungen skulle ha på sig en förklädnad och undvika att raka sig. Efter dem skulle generaladjutant Ture Gabriel Bielke, greve Stanisław Poniatowski och överste Jean Louis Bousquet färdas; Bielke tilldelades uppgiften att klä ut sig till Karl XII för att lura eventuella spioner och åskådare. Den 26 oktober 1714 samlades ett resesällskap på totalt 1 168 personer som skulle bryta upp för att längs Oltdalen gå in i Siebenbürgen. Karl XII skilde sig samma dag från det brokiga och långsamma sällskapet och for med en svit på 24 man före.
Karl XII, Düring och von Rosen inledde sin resa från Pitești på kvällen den 27 oktober och nådde fram till byn Kenin i Siebenbürgen i skymningen den 28 oktober. Här lämnade kungen von Rosen "med befallning att han fyra timmar efter honom skulle ge sig på vägen och följa honom utan uppehåll i hamn och häl efter", och fortsatte ensam med Düring. Från fästningen Rothenthurm åkte kungen och Düring postskjuts genom Ungern till Wien. Där skaffade de egna hästar och fortsatte ritten genom Bayern, Hessen-Kassel, Hannover och Mecklenburg. Natten den 11 november anlände de slutligen till stadsporten Triebseer Tor i Stralsund. Inför vaktposten påstod Karl XII att han var kurir och hade brådskande underrättelser till stadens kommendant, general Carl Gustaf Dücker. Först två timmar senare släpptes kungen och Düring in i staden, där den nyväckte Dücker genast kände igen kungen trots dennes förklädnad och välkomnade honom. Karl XII hade sålunda avverkat 2 152 kilometer på fjorton dagar och tre timmar, det vill säga mer än 150 km per dygn, vilket var en anmärkningsvärd bedrift. Skaran av hans följeslagare från Osmanska riket anlände först i mars 1715 till svenska Pommern. Nyheten om kungens ankomst till sitt eget rike spred sig som en löpeld runtom Europa och i Sverige hälsades detta med glädje genom tacksägelsegudstjänster i kyrkorna och salut med 150 kanoner i Stockholm. Kanslipresident Arvid Horn vädjade i ett brev till kungen om att han genast skulle återvända till huvudstaden, men Karl XII bestämde sig för att stanna en tid i Stralsund.